# D'Lo Brown
Accie Julius Conner, conocido por su nombre artístico D'Lo Brown (22 de octubre de 1970), es un luchador profesional estadounidense. Actualmente está en Total Nonstop Action Wrestling como productor y comentarista. Conner es famoso por su trabajo en la World Wrestling Entertainment y en la Total Nonstop Action Wrestling, trabajando en esta última como luchador y como productor.
Entre sus logros, destaca por haber sido cuatro veces Campeón Europeo de la WWF, una vez Campeón Intercontinental de la WWF y dos veces Campeón Mundial en Parejas de la NWA.

## Carrera
Conner comenzó su carrera como luchador en Nueva Jersey como Ace The Animal. Él luchó contra Earthquake en la WWF en 1994 como jobber. Esto condujo a su primer logro conocido en Smoky Mountain Wrestling, haciendo de jefe de la seguridad para The Gangstas. Cuando The Gangstas dejó SMW en 1995, él firmó un contrato con la WWF y fue enviado a Heartland Wrestling Association para que se entrenara mientras que hacía de jobber en la WWF.

### World Wrestling Federation / Entertainment (1997-2003)

#### 1997-1999
Conner hizo su debut oficial en la WWF a principios de 1997 como D'Lo Brown, un miembro del stable Nation of Domination. Después de expulsar a Faarooq, The Rock se proclamó líder del grupo. Entonces Brown se alió con el ejecutor del grupo, Mark Henry. Durante ese tiempo, Brown destacó por su protector de pecho, que comenzó a llevar al ring por un músculo rasgado en un combate contra Dan "The Beast" Severn; Brown usaría el accesorio como una ventaja, ya que agregaba más potencia a uno de sus finishers, el Lo Down. D'Lo participó en la Royal Rumble de ese año, pero fue eliminado por Faarooq. En Wrestlemania XIV compitió junto con Mark Henry en una Battle Royal de 15 parejas por una oportunidad de conseguir el Campeonato en Parejas de la WWF, pero no lo lograron. En octubre, Nation of Domination se disolvió, lo que produjo un feudo entre Mark Henry y The Rock; en Judgement Day Henry ganó el combate con ayuda de Brown.
Tras eso, Brown y Henry formaron un equipo. En Breakdown, Brown derrotó a Gangrel con ayuda de Henry. Más tarde, ambos compitieron en Survivor Series en un Triple Threat Tag Team match por los Campeonatos en Parejas, pero no lograron ganar. Tras eso intentaron de nuevo conseguir los títulos en Capital Carnage contra New Age Outlaws, pero igualmente perdieron. Posteriormente Henry y Brown derrotaron a Val Venis & The Godfather en In Your House 26: Rock Bottom, gracias a la ayuda de Pretty Mean Sisters (Terri & Jacqueline). La semana siguiente, Henry se autoproclamó "Sexual Chocolate" y comenzó una relación con Chyna, así como Brown comenzó otra con Terri. Sin embargo, en la edición de Raw del 21 de diciembre Terri y Jacqueline atacaron a Henry, realizando BDSM en él y provocando así que D'Lo perdiese ante The Headbangers. La semana siguiente, Jacqueline y Terri dijeron tener grandes planes para ellos, pero Chyna irrumpió y las ahuyentó, salvando a Henry; Brown no tendría tanta suerte, ya que esa misma noche Terri fue accidentalmente golpeada por él durante un combate y dijo haber estado embarazada hasta ese momento y haber abortado por su culpa. Brown, sintiéndose culpable, comenzó a actuar de sirviente para ellas, recibiendo palizas casi habitualmente por su culpa. Finalmente, todo acabó en febrero cuando los médicos dijeron que Terri no había estado nunca embarazada.

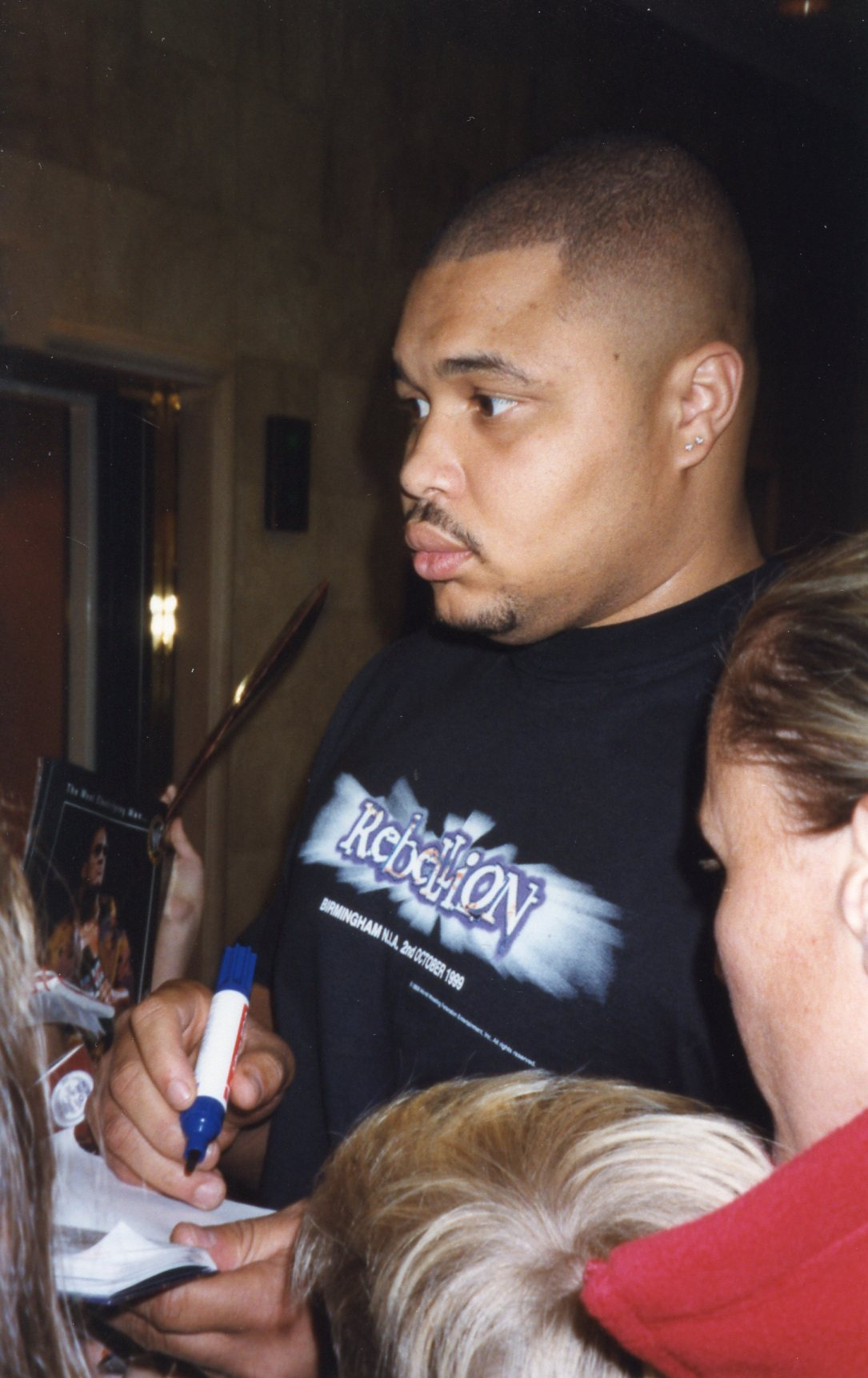
Brown firmando autógrafos para los fans.

Más tarde Henry y Brown participaron en Royal Rumble, que finalmente sería ganado por Vince McMahon. Tras ello, Henry y Brown entraron en un feudo con los Campeones por Parejas Owen Hart & Jeff Jarrett cuando estos atacaron a Henry por estar flirteando con la valet de Jarrett, Debra. Por ello, Ivory fue introducida en el equipo como un "regalo" de Brown a Henry. Brown y él se enfrentaron a Hart & Jarrett en In Your House 27: St. Valentine's Day Massacre, pero fueron derrotados. Posteriormente, entraron en otro feudo con los siguientes Campeones por Parejas, Kane & X-Pac, luchando contra ellos en Over the Edge y perdiendo igualmente. Poco más tarde, Hart y Jarrett atacaron brutalmente a Henry y Ivory, lesionándolos; Henry no haría aparición hasta el 29 de abril, volviendo al equipo con D'Lo. El dúo entró entonces en un feudo con Mideon & Viscera en torno al Campeonato Europeo en poder de Mideon, feudo que finalmente ganaron tras conseguir Brown el campeonato. Un día más tarde, Brown consiguió también el Campeonato Intercontinental, una hazaña sólo repetida por Jeff Jarrett, Kurt Angle y Rob Van Dam. La unión con Henry y Ivory siguió hasta Summerslam 1999, donde Henry traicionó a D'Lo ayudando a Jeff Jarrett a conseguir el Campeonato intercontinental y el Campeonato Europeo al golpear a D'Lo con la guitarra de Jarrett. Esto produjo un feudo entre Brown y Henry, que se enfrentaron en Unforgiven; en el evento, D'Lo ganó y recuperó su campeonato. El feudo acabó poco más tarde, y ambos comenzaron carreras separadas.
Brown estuvo implicado en inadvertidamente terminar la carrera de Droz el 5 de octubre de 1999. Durante un combate entre ambos, debido a un mal agarre sobre la camisa holgada de Droz, Brown ejecutó mal una de sus running sitout powerbomb y provocó una grave lesión de cuello a Darren, dejándolo cuadrapléjico. El combate nunca fue emitido y Darren fue hospitalizado. Mick Foley cuenta en su libro de 2001 Foley Is Good: And the Real World Is Faker than Wrestling que estuvo en el hospital con ambos después del combate. Al parecer, Brown estaba extremadamente compungido con el incidente y consideró seriamente retirarse de la lucha libre, pero Drozdov le dijo que él no tenía la culpa del accidente.
En Survivor Series, Brown y The Godfather formaron parte del Team Headbangers y fueron los dos últimos supervivientes del combate. Luego, en Armageddon, Val Venis los derrotó a él y a British Bulldog para ganar el Campeonato Europeo.

#### 2000-2003

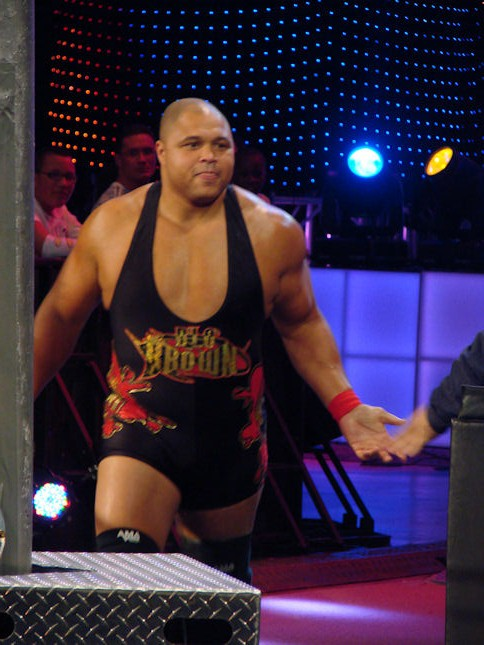
D'Lo Brown en 2008.

En 2000, D'Lo Brown continuó formando equipo con The Godfather, imitándole en su vestimenta y hábitos de proxeneta. En Royal Rumble, D'Lo fue eliminado por Rikishi tras haber entrado el primero. Más tarde, en Wrestlemania 2000, Brown y The Godfather fueron derrotados por Bull Buchanan & Big Boss Man. El equipo con Godfather terminó cuando Brown tornó a heel y le traicionó.
En julio de 2000, Brown formó un equipo con Chaz llamado Lo Down. El equipo luchó sobre todo en Heat y Jakked/Metal. Poco después colocaron a Tiger Ali Singh como su mánager. Poco después el equipo Lo Down empezó a utilizar vestimentas árabes similares a las de Tiger. El equipo se disolvió en enero de 2001. Chaz y Tiger Ali-Singh fueron despedidos por la WWE mientras que Conner permaneció en el territorio de desarrollo de WWE. D'Lo regresó el 28 de abril de 2002 en una edición de Heat, donde perdió frente a Eddie Guerrero.
Durante el resto del año, Conner luchó sobre todo en Heat, hizo de comentarista e incluso comenzó una breve rivalidad con Raven. En finales de 2002, Theodore Long desea retirarse como árbitro de la WWE y ser mánager de D'Lo, del cual se había quejado por actos de racismo siendo hablado en él durante sus Theodore comenzado D'Lo agrupa de largo Empresas de Thuggin y de Buggin cuál dio vuelta eventual en un grupo de los americanos africanos que trabajaron un ángulo en el cual él los sentía eran las víctimas del racismo y eran mantenidas por el “hombre blanco.” Con servicios directivos largos, el D'Lo Brown estuvo invicto por varias semanas.
Brown hecho frente a Booker T en una edición de RAW el 10 de febrero de 2003. Su implicación con las empresas de Thuggin y de Buggin fue traída a un cierre cuando la cantidad fue demostrada el 16 de febrero en una edición de HEAT Brown que golpea con el pie de Theodore D'Lo al encintado y a introducir su reemplazo Rodney Mack. Su contrato expiró con WWE el 14 de febrero de 2003.

### All Japan Pro Wrestling y Total Nonstop Action Wrestling (2005-2007)
Conner, bajo el nombre de D'Lo Brown, comenzó a luchar para la Total Nonstop Action Wrestling y la All Japan Pro Wrestling, compitiendo en tours de la compañía japonesa como miembro del grupo Roughly Obsess and Destroy (RO&D). Durante uno de estos tours, fue traicionado por RO&D y se unió al rival de su anterior grupo: Voodoo Murders. Conner dejó All Japan Pro Wrestling en 2007 y reapareció con RO&D en Pro Wrestling NOAH.
Conner dejó de trabajar en Japón y encontró trabajo en Irlanda donde trabajó para la compañía Irish Whip Wrestling. En abril de 2005, Brown se convirtió en un entrenador del programa Celebrity Wrestling en ITV. El programa era un Reality Show en el que los famosos tenían que aprender a luchar y competir en luchas. Después de algunas semanas el programa fue cancelado. Durante su tiempo en Inglaterra, luchó varias veces contra Joe Legend.

### World Wrestling Entertainment (2008-2009)
En 2008, Brown luchó en numerosos dark matches para la World Wrestling Entertainment, donde ganó varias veces a Ron Killings. Meses después, el 5 de junio de 2008, WWE anunció que Brown había firmado un contrato, y él comenzó a trabajar en dark matches. Hizo su regreso el 21 de julio en la edición de Raw, venciendo a Santino Marella teniendo este último una revancha el 1 de septiembre de 2008 siendo derrotado esta vez por Santino. El 10 de noviembre en la edición de Raw, Brown perdió frente a Mike Knox. El 9 de enero de 2009 Conner fue despedido de la WWE.

### Circuito independiente (2008)
D-Lo Brown hizo su debut en Ring of Honor (ROH) luchando contra Nigel McGuinness a quien finalmente derrotó, seguidamente luchó contra el mismo luchador esta vez por el ROH World Championship donde cayo derrotado. Tuvo una aparición sorpresa en Chikara en el Torneo del Rey de los Tríos 2009, y más tarde comenzó a trabajar en Ring of Honor.

### Total Nonstop Action Wrestling (2009-2013)
En septiembre, Conner fue contratado por TNA como road agent. También estuvo a cargo del programa de desarrollo y contratación de talentos TNA Gut Check.
El 7 de marzo de 2013, en Impact Wrestling, Brown atacó a Kurt Angle, revelándose como el vicepresidente del grupo Aces & Eights, un grupo de moteros que había estado enfrentándose a TNA. Tres días después, en Lockdown, interfirió en el combate entre Angle y el miembro de Aces & Eights Wes Brisco, costándole a Angle el combate. Esa misma noche, el nuevo campeón Mundial Peso Pesado Bully Ray se reveló como el presidente del grupo. Tuvo su primer combate en cuatro años el 2 de mayo, perdiendo ante Angle en un I Quit Match. Como resultado de su derrota, Brown fue degradado a Prospecto la semana siguiente, pero poco después, fue expulsado del grupo. El 17 de julio fue despedido de la empresa.

### Regresar a AJPW (2013)
El 11 de agosto de 2013, All Japan Pro Wrestling anunció que Brown volvería a la promoción el mes siguiente para participar en el Torneo Ōdō 2013. Brown regresó a la promoción el 11 de septiembre en una lucha por equipos que no era de torneo, donde él y Bambi Killer derrotaron a Burning (Atsushi Aoki y Yoshinobu Kanemaru), con Brown cubriendo a Kanemaru por la victoria. Tres días después, Brown fue eliminado por Kanemaru en su primera ronda del Torneo Tourdō. Durante el resto de la gira, que duró hasta el 23 de septiembre, Brown trabajó midcardpartidos por equipos, sufriendo derrotas en la mayoría de ellos. El 3 de octubre, Brown también fue anunciado para la próxima gira de All Japan, que comenzó el 12 de octubre. Brown continuó formando equipo regularmente con Bambi Killer, lo que finalmente llevó a los dos a formar un heel estable llamado DK (Dark Kingdom) bajo el liderazgo de Kenso el 21 de noviembre. 

### Future Stars of Wrestling (2014-2015)
Brown anteriormente ofreció una clase semanal el viernes para el centro de entrenamiento "Future Stars of Wrestling" en Las Vegas. 

### Regreso a Impact Wrestling (2019-2022)
El 3 de julio de 2019, Brown anunció que había regresado a Impact Wrestling con un contrato de varios años como productor. D'Lo Brown y el Mr. Anderson estaban programados para representar a los Aces & Eights en Impact Wrestling TNA: There's No Place Like Home, pero el evento fue anulado debido a la pandemia de COVID-19.
Sin embargo, en IMPACT! En el episodio de lucha libre del 23 de junio de 2020, Brown sugirió el regreso de la facción. Dado que la historia no va a ninguna parte debido a razones desconocidas, D'Lo continuaría siendo una presencia en el aire en ocasiones. En enero de 2021, se anunció que D'Lo sería la mitad del nuevo equipo de anunciantes de Impact con Matt Striker de Hard to Kill en adelante.

## Campeonatos y logros
- Backed Against The Wall Wrestling

- BAW Championship (1 time)

- Border City Wrestling

- BCW Can–Am Heavyweight Championship (2 veces)

- Cleveland All–Pro Wrestling

- CAPW North American Championship (1 vez)

- Global Wrestling Alliance

- GWA Heavyweight Championship (2 veces)

- Great Lakes Wrestling

- GLW Heavyweight Championship (1 vez)

- Heartland Wrestling Association

- HWA Heavyweight Championship (2 veces)

- International Wrestling Association

- IWA World Tag Team Championship (1 vez) – con Glamour Boy Shane

- International Wrestling Promotions

- IWP Heavyweight Championship (1 vez)

- Irish Whip Wrestling

- IWW International Heavyweight Championship (1 vez)

- Maximum Pro Wrestling

- MXPW Heavyweight Championship (1 vez)

- New Era Pro Wrestling

- NEPW Heavyweight Championship (1 vez)

- Pro Wrestling NOAH

- GHC Tag Team Championship (1 vez) – con Buchanan

- Total Nonstop Action Wrestling

- NWA World Tag Team Championship (1 vez) – con Gran Apolo

- World Wrestling Federation

- WWF European Championship (4 veces) '
- WWF Intercontinental Championship (1 vez)

- Pro Wrestling Illustrated

- PWI Situado en el al puesto # 61 de 500 luchadores en la PWI 500 en 2004

- Wrestling Observer Newsletter awards
  - Worst Gimmick (2013) Aces & Eights[22]